# 毛蕊山柑
毛蕊山柑（学名：Capparis pubiflora）为山柑科山柑属的植物。分布在菲律宾、印度尼西亚、巴布亚新几内亚、台湾岛、马来西亚、泰国、越南以及中国大陆的海南等地，生长于海拔1,100米的地区，一般生于灌丛及森林中。

## 别名
毛花山柑（台湾植物志）